# Céline Thélamon
Céline Thélamon (* 1. März 1979) ist eine ehemalige französische Leichtathletin, die sich auf den Sprint spezialisiert hat.

## Sportliche Laufbahn
Erste internationale Erfahrungen sammelte Céline Thélamon im Jahr 1996, als sie bei den Juniorenweltmeisterschaften in Sydney in 44,58 s den vierten Platz mit der französischen 4-mal-100-Meter-Staffel belegte. Im Jahr darauf belegte sie bei den CARIFTA-Games in Bridgetown in 12,03 s den sechsten Platz im 100-Meter-Lauf und 1998 gelangte sie bei den Juniorenweltmeisterschaften in Annecy in 11,58 s auf den vierten Platz über 100 Meter und gewann in 44,07 s die Silbermedaille im Staffelbewerb. 2001 schied sie bei den U23-Europameisterschaften in Amsterdam mit 11,85 s in der ersten Runde über 100 Meter aus und wurde mit der Staffel in 44,80 s Vierte. Anschließend nahm sie an der Sommer-Universiade in Peking teil und schied dort mit 11,77 s im Halbfinale aus und gewann mit der Staffel in 44,24 s die Bronzemedaille hinter den Teams aus China und Brasilien. Daraufhin belegte sie bei den Mittelmeerspielen in Tunis in 11,56 s den vierten Platz über 100 Meter und siegte in 44,40 s gemeinsam mit Haïdy Aron, Fabé Dia und Sylvie Mballa Éloundou in der 4-mal-100-Meter-Staffel. 2003 startete sie erneut bei den Studentenweltspielen in Daegu und schied dort mit 11,83 s im Semifinale aus sicherte sich in 44,68 s die Silbermedaille mit der Staffel hinter dem chinesischen Team. 2005 wurde sie dann bei der Sommer-Universiade in Izmir in 11,72 s Vierte im Einzelbewerb und gewann mit der Staffel in 43,73 s erneut die Silbermedaille, diesmal hinter dem Team aus Russland. Im Juli 2006 bestritt sie in Nancy ihren letzten offiziellen Wettkampf und beendete daraufhin ihre aktive sportliche Karriere im Alter von 27 Jahren.

## Persönliche Bestzeiten
- 100 Meter: 11,47 s (+1,9 m/s), 4. August 2000 in Nizza
  - 60 Meter (Halle): 7,35 s, 17. Februar 2001 in Liévin
- 200 Meter: 23,83 s (+1,0 m/s), 13. Mai 2002 in Saint-Étienne